# Los Tancats (la Torre de Tamúrcia)
Los Tancats és un paratge del terme municipal de Tremp, al Pallars Jussà, dins de l'antic terme ribagorçà d'Espluga de Serra.
Està situat al sud-oest de la Torre de Tamúrcia, a l'extrem nord-est del Serrat del Rei, a la dreta de la llau de la Torre. La carretera local que uneix els Masos de Tamúrcia amb la Torre de Tamúrcia discorre pel capdamunt de los Tancats. Contenen tot de petites llaus afluents de la de la Torre.